# LT vz. 35
El LT vz. 35 fue un tanque ligero fabricado en Checoslovaquia, cuya designación oficial de servicio era Lehký (ligero) Tank vzor (modelo) 35. Empleado principalmente por el Heer durante la Segunda Guerra Mundial como Pz.Kpfw.35(t) (la letra (t) viene de tschechisch (checo, en alemán). Se construyeron 434 tanques de este modelo; los alemanes capturaron 244 tras la ocupación de Checoslovaquia en marzo de 1939, al mismo tiempo que Eslovaquia obtenía 52 tras declarar su independencia. Otros fueron exportados a Bulgaria y a Rumanía. Fue empleado en combate por los alemanes durante las primeras etapas de la Segunda Guerra Mundial, especialmente durante la Invasión de Polonia, la Batalla de Francia y la invasión de la Unión Soviética, antes de ser retirado y/o vendido en 1942. Los otros aliados del III Reich que también lo utilizaban, Eslovaquia, Bulgaria, Rumanía y Hungría lo mantuvieron en servicio durante algo más de tiempo y también emplearon su chasis para construir cazacarros y artillería autopropulsada; en Bulgaria estuvo en servicio como tanque de entrenamiento hasta bien entrada la década de 1950.

## Desarrollo
El Ejército checoslovaco encargó a fines de 1934 un tanque ligero de caballería de la categoría II-a. La empresa ČKD (Českomoravská Kolben-Daněk) ofreció una versión mejorada de su tanque ligero P-II, que ya estaba en servicio con la designación LT vz. 34, mientras que Škoda ofreció un nuevo modelo que empleaba el sistema neumático y el motor de su fallido prototipo de tanque ligero SU o S-II. Se encargaron un prototipo de cada empresa, que debían ser entregados durante el verano de 1935. Ambos tanques tenían el mismo armamento y una tripulación de tres hombres, pero el P-II-a de ČKD era más pequeño, pesaba 8,5 t, teniendo un blindaje máximo de 16 mm de espesor; mientras que el S-II-a de Škoda pesaba 10,5 t y tenía un blindaje máximo de 25 mm (0,98 pulgadas) de espesor. El ejército pensó que el P-II-a había alcanzado el límite de su desarrollo, mientras que el S-II-a podía seguir siendo mejorado.
El 30 de octubre de 1935 se recibió el primer pedido de producción por 160 tanques LT vz. 35, como fueron designados por el Ejército y el suministro de los tanques empezó en diciembre de 1936; le siguió una orden adicional de otros 35 el 12 de mayo de 1936, siendo seguida por otra de 103 al mes siguiente. La orden total de 298 unidades fue repartida entre Škoda y ČKD, según su acuerdo de cártel.
Su desarrollo fue apresurado y había varios defectos en los tanques LT vz. 35. Varias unidades tuvieron que regresar a las fábricas para ser reparados. Curiosamente, la mayoría de estas reparaciones involucraban el sistema eléctrico, no el complejo sistema neumático.

## Descripción
El LT vz.35 era ensamblado a partir de un armazón de ángulos ranurados de acero, sobre los cuales se remachaban las planchas de blindaje. Un tabique cortafuegos con un espesor de 4 mm (0,16 pulgadas) separaba el compartimiento del motor de la tripulación. Tenía varias aberturas cubiertas con malla de alambre para facilitar el acceso al motor y mejorar la ventilación al aspirar aire a través de la escotilla del comandante. Este detalle tenía la ventaja de dispersar rápidamente los gases producidos por el cañón al disparar, pero tenía varias desventajas. La constante corriente de aire producida por el motor afectaba muchísimo a la tripulación durante el invierno, se incrementaba el riesgo de que un incendio del motor alcance el compartimiento de la tripulación, mientras que el ruido y el calor del motor aumentaban la fatiga de los tripulantes.
El conductor iba sentado en el lado derecho del tanque y tenía un visor de 390 mm x 90 mm (15 pulgadas x 3,5 pulgadas) protegido con vidrio blindado de 50 mm (2 pulgadas) de espesor y una cubierta blindada de 28 mm (1,1 pulgadas); a su derecha se hallaba una mirilla de 120 mm x 3 mm (4,7 pulgadas x 0,12 pulgadas), con un cristal blindado del mismo espesor. Los alemanes reemplazaron el sistema original de tres luces empleado por los checos para comunicar con el conductor, con un intercomunicador. El operador de radio iba sentado a la izquierda del chófer y tenía su propia mirilla de 150 mm x 57 mm (5,9 pulgadas x 3,0 pulgadas), con la misma protección que el conductor. Sus radios iban montados en la pared izquierda de la carrocería. La ametralladora del chasis estaba situada entre el puesto del conductor y el del operador de radio, montada en un afuste hemisférico con una transversal de 30°, una elevación de 25° y una depresión de 10°. La mayor parte del cañón de la ametralladora sobresalía del afuste, siendo protegido por una batea blindada; el afuste tenía una mira telescópica, pero se podían emplear las miras mecánicas de la ametralladora si se sacaba el tapón situado sobre el montaje del afuste. Si era necesario, el conductor podía fijar el afuste hemisférico y disparar la ametralladora con ayuda de un cable Bowden. La escotilla del chófer estaba expuesta al fuego directo y podía ser dañada desde el frente.
El anillo de la torreta tenía un diámetro de 1,26 m (49,9 pulgadas). La torreta tenía un mantelete plano, en cuya parte central iba montado el cañón de 37 mm. A su derecha iba montada otra ametralladora calibre 7,92 mm en un afuste hemisférico. El comandante tenía cuatro visores en la cúpula de su escotilla y un periscopio de 1,3 x 30° con un solo espejo, que podía ser extendido tras retirar la cubierta blindada de su escotilla para poder observar mientras el tanque estaba completamente "sellado". Siendo el único tripulante de la torreta, el comandante debía cargar, apuntar y disparar el cañón y la ametralladora, al mismo tiempo que comandaba el tanque. Los alemanes agregaron un tripulante extra al lado derecho de la torreta, para cargar el cañón y disparar la ametralladora y eliminaron algunos depósitos de munición para poder albergarlo.
El motor de 8,62 l (526 pulgadas cúbicas) Škoda T-11/0, de cuatro cilindros refrigerado por agua producía 120 cv (89 kW) a 1.800 rpm. Era alimentado por dos tanques de combustible: el principal, con una capacidad de 124 l estaba situado a la izquierda del motor, y el secundario, con una capacidad de 29 l situado al otro lado. El motor podía funcionar con gasolina, gasohol y "Dynalcol" (una mezcla de alcohol y benzol), estando montado en la parte posterior junto con la caja de cambios de seis velocidades, que movía las ruedas impulsoras. La suspensión derivaba de la del Vickers 6-ton con ocho pares de ruedas de apoyo en cuatro bogies a cada lado; cada par de bogies estaba amortiguado por una sola ballesta, una rueda tensora delantera y cuatro ruedas de retorno; una rueda libre sin amortiguador iba situada bajo la rueda tensora, para mejorar la capacidad de cruzar obstáculos. La transmisión, frenos y dirección eran asistidos mediante aire comprimido, reduciendo la fatiga del conductor. Esta última característica demostró ser problemática en las temperaturas extremas del Frente del Este.
Su armamento principal era el cañón Škoda 3,7cm KPÚV vz. 34 (denominación alemana 3,7cm PaK 34(t)), con un freno de boca tipo "pimentero" y un prominente cilindro recuperador blindado sobre su caña. La denominación de Škoda era A3. Disparaba un proyectil antiblindaje de 0,81 kg, con una velocidad de 690 m/s (2300 pies/segundo), que podía penetrar una plancha de blindaje inclinada a 30° con un espesor de 37 mm (1,5 pulgadas) a 100 m, de 31 mm a 500 m, de 26 mm a 1.000 m y de 22 mm a 1.500 m.
Kliment y Francev citan la penetración de una plancha de blindaje vertical con un espesor de 45 a 500 m. El afuste hemisférico de la ametralladora podía conectarse al cañón principal, así como ser empleado independientemente. Ambas armas tenían una elevación de 25° y una depresión de 10°, empleando miras telescópicas con 2,6x aumentos y un área de visión de 25°. Al principio el tanque iba armado con ametralladoras Zbrojovka Brno ZB vz. 35, pero estas fueron reemplazadas por ametralladoras ZB vz. 37 durante 1938. Esta fue adoptada por los alemanes como la MG 37(t).
El tanque almacenaba un total de 72 proyectiles de 37 mm en cajas de 6 proyectiles: 3 en la pared de la carrocería, 8 en la protuberancia de la torreta y una caja lista para emplearse en el techo de la torreta, sobre el cañón. Para las ametralladoras, llevaba 1.800 cartuchos 7,92 x 57 en cintas de 100 cartuchos, dentro de una caja de 3 cintas. En servicio checoslovaco, el LT vz. 35 transportaba 78 proyectiles (24 proyectiles antiblindaje y 54 proyectiles de alto poder explosivo) y 2.700 cartuchos para las ametralladoras, la diferencia se debía al retiro de las cajas de proyectiles para acomodar un cuarto tripulante en servicio alemán. En la versión alemana de tanque de mando (Panzerbefehlswagen 35(t)), se reemplazaron las cajas de munición por un equipo de radio adicional y un girocompás, aunque se desconoce el número de unidades modificadas. Esta versión puede reconocerse por la prominente antena de radio tipo "tendedero" en su parte posterior.

### Blindaje
El blindaje del mantelete de la torreta tenía un espesor de 25 mm. El resto del blindaje tenía los siguientes espesores:
| Espesor/ángulo de inclinación | Frontal   | Lateral    | Posterior | Superior/Inferior |
| ----------------------------- | --------- | ---------- | --------- | ----------------- |
| Torreta                       | 25 mm/10° | 15 mm /14° | 15 mm/15° | 8 mm /81-90°      |
| Superestructura               | 25 mm/17° | 16 mm/0°   | 15 mm/60° | 8 mm/85-90°       |
| Carrocería                    | 25 mm/30° | 16 mm/0°   | 19 mm/0°  | 8 mm/90°          |

### Interés en el extranjero
En agosto de 1936, Rumanía encargó 126 tanques; la mayor parte de estos fueron suministrados a partir de finales de 1938 por Škoda. Afganistán encargó 10 en 1940, pero estos fueron vendidos a Bulgaria. La producción total fue de 434 tanques, incluyendo 298 para el Ejército checoslovaco, 126 para Rumania, designados Škoda R-2 y 10 para Bulgaria (T.11). El Heer empleó 218 tanques capturados al ejército checoslovaco en 1939. La empresa británica Alvis Cars negoció para obtener una licencia desde septiembre de 1938 hasta marzo de 1939, cuando la ocupación alemana hizo imposible cualquier trato. Los soviéticos también estuvieron interesados en el tanque, así que Škoda les envió el prototipo S-II-a y un LT vz. 35 de producción a los terrenos de prueba de Kubinka para su evaluación. Estos solamente estaban interesados en comprar el prototipo, pero Škoda se negó a venderlo a menos que también compraran una licencia, creyendo que los soviéticos simplemente copiarían el diseño y lo producirían sin pagar regalías.

### Variantes
El T-11 fue construido para una orden afgana de 1940, distinguiéndose por emplear el cañón mejorado Škoda A-7 de 37 mm. Se construyeron 10, pero fueron vendidos a Bulgaria y suministrados en el tercer cuatrimestre de 1940. Alemania también envió 26 tanques adicionales del modelo anterior.
El TACAM R-2 era un cazatanques construido mediante la retirada de la torreta de un R-2 y sustituyéndola con un cañón soviético M1942 (ZiS-3) 76 mm capturado. El cañón y sus sirvientes estaban protegidos por una delgada casamata fija de tres lados, parcialmente techada, hecha a partir de planchas de blindaje recuperadas de tanques soviéticos capturados. El prototipo fue terminado hacia septiembre de 1943, aunque fue armado con el más viejo cañón F-22 M-1936 76 mm y demostró ser razonablemente exitoso. La modificación de 20 tanques adicionales fue terminada para fines de junio de 1944, cuando el proyecto fue detenido debido a la preocupación sobre la inefectividad de su cañón contra los tanques pesados soviéticos IS-2. Se propuso repotenciar el cazatanques con un cañón antitanque rumano Reşiţa Model 1943 de 75 mm o un Pak 43 alemán de 88 mm, pero no se hizo nada antes que Rumania se uniese a los Aliados el 23 de agosto de 1944.

## Historial de combate

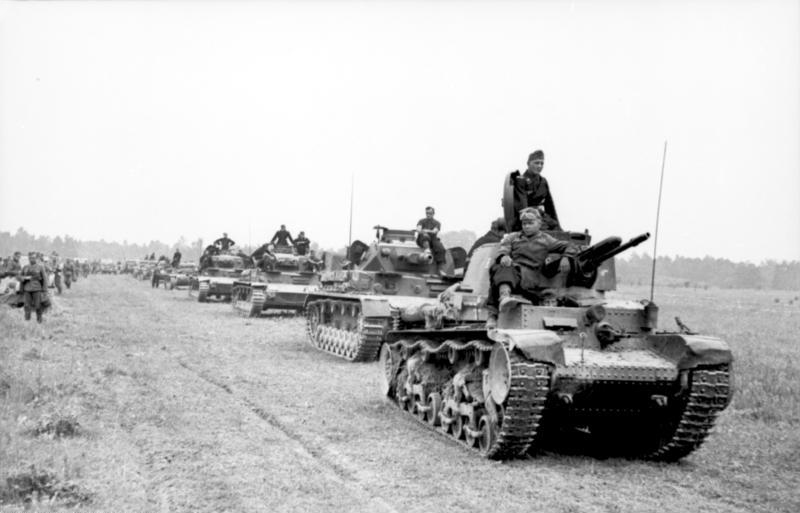
Un tanque Panzer 35(t) en Francia, 1940.

### Checoslovaquia
Los 298 tanques LT vz. 35 fueron asignados a los regimientos blindados pertenecientes a las cuatro Divisiones Móviles (Rychlá) entre 1936-1939. Se suponía que cada regimiento debía tener tres pelotones de tanques para apoyar a las divisiones de infantería y zonas fronterizas en tiempos de crisis. Estos pelotones fueron muy empleados para suprimir las protestas y desmanes instigados por el Partido Alemán de los Sudetes (Sudetendeutsche Partei - SdP), liderado por Konrad Henlein, así como los Sudetendeutsche Freikorps (grupos paramilitares entrenados en Alemania por instructores del SS) entre mayo y octubre de 1938.
Tras los Acuerdos de Múnich, dos batallones de tanques fueron enviados a reforzar la 3.ª División Móvil en Eslovaquia. Estos fueron empleados para repeler incursiones húngaras y polacas, a veces del tamaño de un batallón. También sirvieron para cubrir la retirada de la infantería cuando se tuvo que evacuar el sur de Eslovaquia, tras el Primer arbitraje de Viena el 2 de noviembre de 1938.
Una compañía de nueve tanques LT vz. 35 estaba acuartelada en Michalovce cuando Cárpato-Ucrania declaró su independencia y fue invadida por Hungría el 14 de marzo de 1939. Estos reforzaron las defensas checas en Svaliava, antes de ser forzados a retirarse en Eslovaquia el 17 de marzo. Fueron cedidos a Eslovaquia al día siguiente. El prototipo S-II-a y un tanque LT vz. 35 estaban regresando tras unas pruebas en la Unión Soviética, cuando empezaron los combates. Fueron descargados en Sevljus (Ucrania) y participaron en un contraataque en Fančíkovo, pero el LT vz. 35 fue dañado y capturado por los húngaros. El prototipo fue forzado a retirarse en Rumania el 17 de marzo, junto con la mayor parte de las tropas checas acantonadas en Rutenia oriental. Los rumanos devolvieron el prototipo a Škoda seis meses más tarde.

### Heer
En 1939, tras la ocupación alemana de Checoslovaquia, 244 tanques del Ejército checoslovaco fueron capturados por los alemanes y fueron denominados L.T.M.35 hasta enero de 1940. En servicio alemán, fueron empleados como sustitutos del tanque medio Panzerkampfwagen III. Fueron asignados al Panzer Battalion (Panzerabteilung) 65 (39) de la 1.ª División Panzer y al Panzer-Regiment 11 (81) independiente, participando en la Invasión de Polonia. 77 de estos tanques se perdieron durante la campaña, principalmente a causa de fallos mecánicos, aunque solamente 7 de estos ya no pudieron repararse.
La 1.ª División Ligera absorbió al 11.º Panzer-Regiment y fue rebautizada como la 6.ª Panzer-Divisionen el 18 de octubre de 1939. Llevó 132 tanques Pz.Kpfw. 35(t) a la Batalla de Francia, donde fue asignada al XXXXI Panzer Corps (mot.) del Panzergruppe von Kleist y participando en el ataque a través de las Ardenas, perdiéndose 44 de estos tanques hacia fines de mayo. 35 reemplazos fueron suministrados el 3 de junio, en vista de los preparativos para la operación Fall Rot, que consistía en el ataque de los restos del Ejército francés y empezó al día siguiente. Un total de 62 tanques Pz.Kpfw. 35(t) fueron destruidos o gravemente dañados como para poder ser reparados durante la campaña por los talleres de mantenimiento de campo.
Para la invasión de la Unión Soviética, la 6.ª División Panzer tenía 160 tanques Pz.Kpfw. 35(t) para apoyar el avance del 4.º Ejército Panzer hacia Leningrado. Para el 10 de septiembre de 1941, la división solamente tenía 102 tanques Pz.Kpfw. 35(t) operativos, a pesar de haber recibido 2 reemplazos. 8 tanques podían ser reparados, pero 47 ya estaban perdidos. Para el 31 de octubre, solamente 34 tanques estaban operativos y otros 41 necesitaban ser reparados. El 30 de noviembre, todos los tanques Pz.Kpfw. 35(t) fueron reportados como inoperativos.

La distancia promedio de manejo es de 12.500 kilómetros (7.800 millas) para el Pz.Kpfw. 35(t). La especial situación sobre las reparaciones del Pz.Kpfw. 35(t) es bien conocida:  "Se ha de resaltar que las reparaciones solamente pueden efectuarse mediante la canibalización de otros tanques, debido a que ya no hay más piezas de repuesto para el Pz.Kpfw. 35(t). Esto significa que tras la recuperación de los tanques que están esparcidos en el campo de batalla, se puede reparar un total de 10 tanques de los 41 Pz.Kpfw. 35(t) reportados como reparables. El Pz.Kpfw. 35(t) no puede ser reconstruido. Todas sus piezas están desgastadas. Prácticamente, quizás las carrocerías todavía pueden ser empleadas".
Comandante de la 6.ª División Panzer, 31 de octubre de 1941.

El combate puso en evidencia la ineptitud del tanque para operar a bajas temperaturas y su poca fiabilidad general. Esta debilidad, sumada a su delgado blindaje e inadecuado poder de fuego, tuvo como resultado el rearme de la 6.ª División Panzer con tanques alemanes hasta su retirada de Rusia en abril de 1942 y que los 26 tanques Pz.Kpfw. 35(t) que todavía estaban operativos en 1942 fuesen vendidos a Rumania. A partir de 1940 en adelante, ya no había piezas de repuesto disponibles y los tanques tuvieron que ser completamente reconstruidos para continuar operando, por lo cual se decidió que la campaña del verano de 1941 sería la última en donde participarían. Más tarde se les quitó la torreta y la ametralladora de la carrocería a algunos tanques para emplearlos como transportes de munición, tractores de mortero (Mörserzugmittel) o de artillería (Zugkraftwagen). Con una capacidad de remolque de 12 toneladas, otros fueron convertidos en vehículos de mantenimiento.

### Bulgaria
Bulgaria empleó 26 Panzer 35(t), suministrados por Alemania a inicios de 1940, armados con el cañón estándar Škoda A3 y 10 tanques T-11 armados con el más potente cañón Škoda A7, confiscados de la orden afgana y suministrados entre agosto y octubre de 1940. Estos fueron supuestamente relegados a entrenamiento una vez que los alemanes empezaron a suministrar tanques medios Panzerkampfwagen IV en 1944, pero aparentemente quedaron en servicio hasta la década de 1950. Aunque Kliment y Francev afirman que los T-11 participaron en los combates que tuvieron lugar en Yugoslavia y terminaron la guerra al sur de Viena como parte de la 1.ª Brigada de Tanques.

### Eslovaquia
Después de declarar su independencia de la República Checa en marzo de 1939, el Estado Eslovaco incautó inmediatamente 52 LT vz.35. Estos fueron organizados en un batallón que fue posteriormente incorporado al Regimiento Blindado. Tres de estos tanques participaron en la Guerra Húngaro-Eslovaca de marzo de 1939. Una compañía de tanques participó en la Invasión de Polonia, pero no entró en combate. El Ejército mejoró el sistema interno de comunicación con intercomunicadores alemanes, pero se desconoce si se agregó un cuarto tripulante como hicieron los alemanes. Cuando Eslovaquia se unió a la invasión de la Unión Soviética, envió un Grupo Móvil que incluía 30 tanques LT vz.35. El Grupo Móvil fue reforzado y reorganizado a inicios de julio de 1941 como una Brigada Móvil, conocida también como la Brigada Pilfousek por el nombre de su comandante, teniendo solamente 27 tanques a pesar de haber recibido 7 refuerzos porque los fallos mecánicos forzaron el regreso de diez unidades a Eslovaquia. Esto se debía a una conspiración dirigida por los tanquistas eslovacos, que planeaban emplearlos para derrocar al régimen en algún momento dado antes que destruirlos en combate contra los soviéticos. Se produjo una alta tasa de sabotajes por parte de los propios tripulantes, siendo ignorados por los oficiales y mecánicos, lo que provocó el regreso de los tanques a Eslovaquia a inicios de agosto de 1941. El 1 de enero de 1942, los eslovacos tenían un total de 49 tanques LT vz. 35 disponibles porque tres habían sido destruidos en la batalla de Lipovec el verano pasado. Sin embargo, de los 49 solamente siete estaban operativos como parte de la conspiración para mantener los tanques en Eslovaquia. Los LT vz. 35 fueron relegados al entrenamiento y como reserva hacia 1943, cuando los alemanes empezaron a suministrar tanques más modernos a Eslovaquia. Al menos ocho tanques LT vz. 35 fueron empleados por los insurgentes durante el Levantamiento Nacional Eslovaco de 1944.

### Hungría
El ejército húngaro capturó un tanque LT vz. 35 durante la invasión y ocupación de Cárpato-Ucrania el 14 de marzo de 1939, así como otro más durante el conflicto con Eslovaquia en marzo de 1939. Los húngaros quedaron muy impresionados por el tanque y preguntaron a Škoda cuanto costaría repararlos. Estos no aceptaron el precio, pero Škoda los reparó gratis, después de que en agosto de 1940 compraron una licencia para construir el tanque medio 40M Turán I. Los tanques fueron devueltos a Hungría en marzo de 1941 y fueron empleados para entrenamiento hasta 1943.

### Rumanía
Rumanía ordenó 126 tanques LT vz. 35 el 14 de agosto de 1936 con la denominación R-2, recibiendo los quince primeros entre abril y mayo de 1937 para ser expuestos en un desfile a pesar de haber sido desviados de la orden checa. Estos tanques padecían de diversos problemas y los rumanos pidieron pausar la producción hasta que estos hubieran sido resueltos. Las constantes y cambiantes demandas rumanas empeoraron la situación, pero rechazaron recibir más tanques hasta que se efectuaran pruebas en Rumania. El 12 de julio de 1938 se enviaron tres tanques R-2 a Rumanía para las pruebas, pero Škoda sabía cual de ellos sería elegido y lo preparó muy bien, pasando todas las pruebas. Tras desensamblar y revisar completamente al tanque que superó las pruebas, la comisión rumana aprobó el diseño el 23 de agosto. Mientras tanto, el lote inicial fue devuelto a Škoda el 28 de julio para ser actualizado según los nuevos estándares. Los embarques para Rumanía empezaron el 1 de septiembre, con 27 tanques enviados antes que la Crisis de los Sudetes forzara a los checos a confiscar los tanques restantes para emplearlos en caso de necesidad. Cinco tanques listos y seis inconclusos fueron confiscados y enviados a Eslovaquia, aunque fueron rápidamente devueltos tras la firma de los Acuerdos de Múnich. El último embarque partió el 22 de febrero de 1939.
Los R-2 fueron asignados al 1.er Regimiento Blindado de la 1.ª División Blindada, desde la cual participaron en la Operación Barbarroja. La división fue retirada del frente tras la Batalla de Odesa en 1941. Regresó al frente el 29 de agosto de 1942 con 109 tanques R-2. En la víspera del contraataque soviético en Stalingrado del 19 de noviembre, la división solamente tenía 84 R-2 operativos y unos 37 tanques inoperativos estacionados en la retaguardia. La división se hallaba en los límites externos del Bolsón de Stalingrado, pero logró romper el lado occidental del cerco, perdiendo 77 tanques R-2 durante la acción. Solamente un tercio de esos fueron destruidos por los soviéticos, mientras que los demás fueron abandonados por sus tripulantes o se malograron y no pudieron ser recuperados. Un tanque R-2 llegó desde Rumania como refuerzo durante diciembre. La 1.ª División Blindada recibió la orden de retirada a inicios de enero de 1943.
A pesar del envío de 26 tanques Pz.Kpfw. 35(t) durante 1942, Rumanía solamente pudo tener 59 tanques R-2/Pz.Kpfw. 35(t) el 1 de abril y el 30 de agosto de 1943, aumentando su número a 63 para el 25 de marzo de 1944. Había 44 tanques operativos el 19 de julio de 1944. Para entonces, estos habían sido relegados al entrenamiento dentro de la 1.ª División Blindada de Entrenamiento. Una compañía de tanques R-2 fue enviada a Transnistria junto al Grupo Mixto de Tanques Cantemir ad hoc el 24 de febrero de 1944, pero no entablaron combate antes de ser retirados el 28 de marzo de 1944.
Una compañía de tanques R-2 fue asignada al Destacamento Blindado Popescu tras el golpe de Estado del rey Miguel I y la adhesión de Rumanía a los Aliados el 23 de agosto de 1944. La misión del Destacamento era evitar que las unidades alemanas estacionadas en los alrededores de Ploieşti huyeran hacia el norte y se refugiasen en Hungría. Los tanques cumplieron su misión y fueron retirados de las operaciones de combate hasta el año siguiente. Rumania concentró todos sus tanques y vehículos blindados en el 2.º Regimiento Blindado a inicios de 1945, al hacerse efectivo el embargo de armas extraoficial soviético. Este tenía cinco tanques R-2 a inicios de febrero de 1945 cuando fue enviado al frente, pero los soviéticos confiscaron la mayor parte de estos cuando llegaron. Dos tanques R-2 estaban operativos cuando el regimiento entró a Bratislava el 4 de abril de 1945, pero probablemente fueron destruidos cuando este fue virtualmente cercado en Austria el 10 de abril porque no vuelven a figurar en las listas de vehículos del regimiento tras esa fecha.
Veintiún tanques fueron reconstruidos como cazatanques TACAM R-2, armados con un cañón soviético capturado de 76,2 mm, entre 1943-1944.

## Usuarios
- Checoslovaquia
- Alemania nazi
- Bulgaria
- Eslovaquia
- Hungría
- Rumania